# Временная шкала далёкого будущего

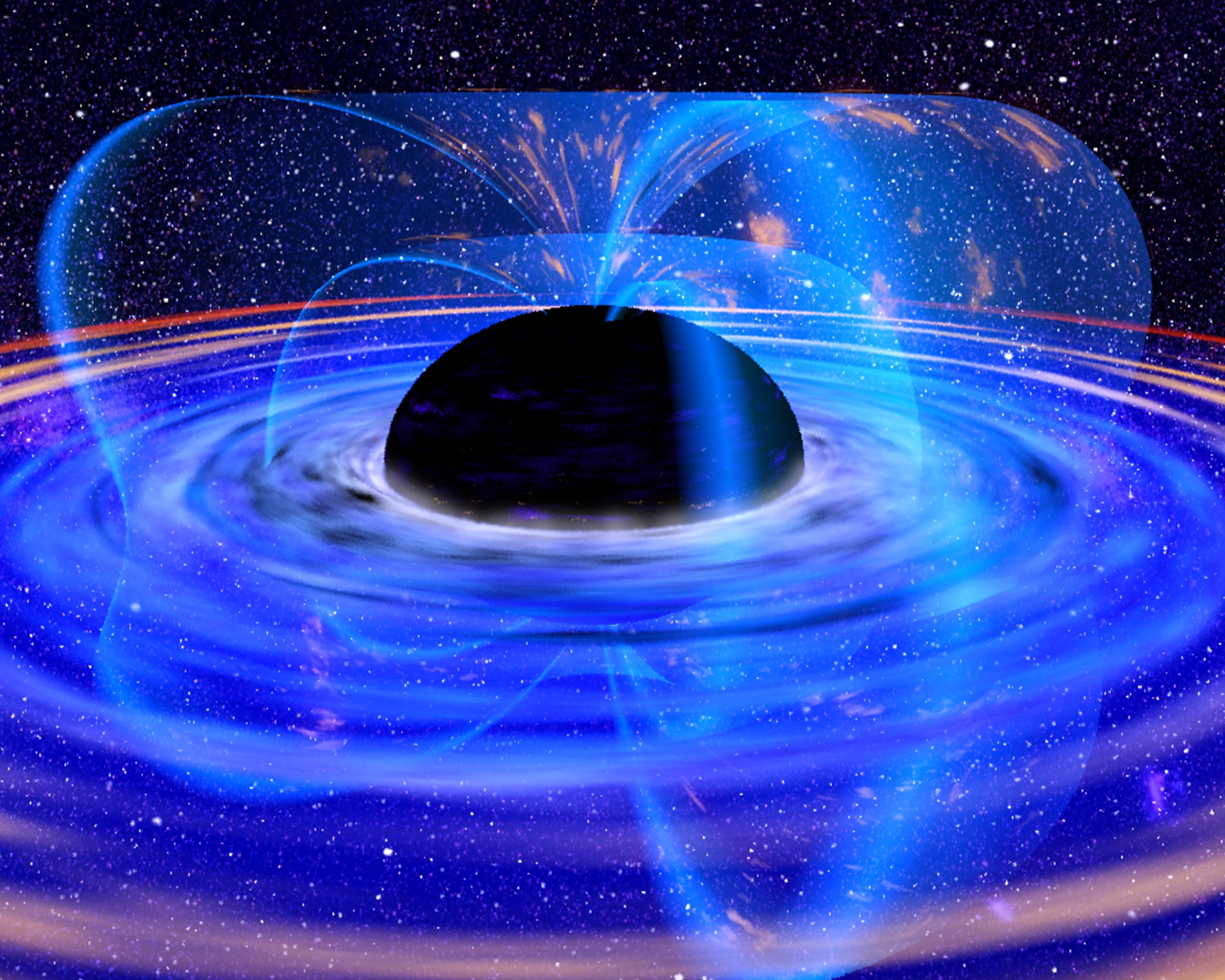
Многие модели, описывающие далёкое будущее Вселенной, предполагают, что чёрные дыры останутся единственными астрономическими объектами

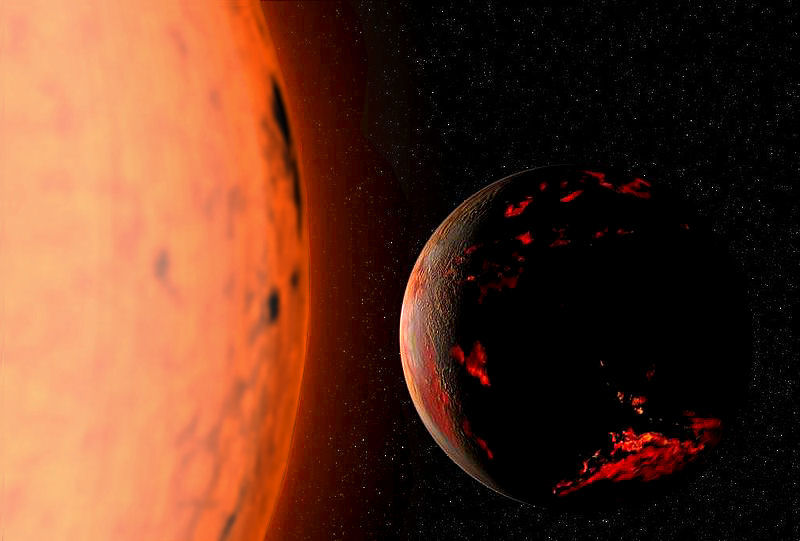
Художественная концепция выжженной Земли через несколько миллиардов лет

На космологической шкале времени события могут быть предсказаны с той или иной долей вероятности. Например, согласно некоторым космологическим гипотезам о судьбе Вселенной, существует вероятность того, что произойдёт Большой разрыв всей материи за конечное время (22 миллиарда лет). Если эта гипотеза окажется верна, то события, описанные в этой статье на дальнем конце временной шкалы, могут никогда не наступить.

## Легенда
|                            | Область науки              |
| -------------------------- | -------------------------- |
| Астрономия и астрофизика   | Астрономия и астрофизика   |
| Геология и планетология    | Геология и планетология    |
| Физика элементарных частиц | Физика элементарных частиц |
| Биология                   | Биология                   |
| Математика                 | Математика                 |
| Технология и культура      | Технология и культура      |

## Меньше10 000лет вперёд
|                          | Лет вперёд       | Событие |
| ------------------------ | ---------------- | --- |
| Геология и планетология  | ~275 (~2300 г.)  | Согласно различным сценариям, глобальная температура приземного воздуха превысит показатели 1850-1900 гг на 0,6°C–14,1°C. В случае наиболее радикальных изменений температуры будут соответствовать климатическому оптимуму раннего эоцена, когда температуры на 10°C–18°C превышали доиндустриальный уровень. При этом даже в случае потепления на 1,5°C–2°C подъём уровня моря к этому времени может превысить 2 м. |
| Технология и культура    | ~400 (~2400 г.)  | Американский зонд «Вояджер-1» войдёт в облако Оорта. |
| Технология и культура    | ~520 (~2540 г.)  | Зона отчуждения Чернобыльской АЭС станет полностью пригодной для жизни. |
| Астрономия и астрофизика | ~600 (~2600 г.)  | Время, когда в соответствии с современными представлениями о границах созвездий, прецессия оси Земли сместит весеннее равноденствие из созвездия Рыб в созвездие Водолея. |
| Астрономия и астрофизика | ~1000 (~3000 г.) | В результате прецессии земной оси северной полярной звездой станет Гамма Цефея. |
| Астрономия и астрофизика | 3200 (~5220 г.)  | В результате прецессии земной оси северной полярной звездой станет Йота Цефея. |
| Математика               | 5200 (~7220 г.)  | Григорианский календарь начнёт отставать на одни сутки от астрономического времени. |
| Технология и культура    | 6091 (8113 г.)   | Человечество должно будет вскрыть Крипту цивилизации, вскрытие которой запланировано на 28 мая 8113 года. |
| Астрономия и астрофизика | 9700 (~11720 г.) | Звезда Барнарда подойдёт на расстояние 3,8 светового года к Солнечной системе. В это время она будет нашей ближайшей соседкой. |

## От10 000до 1миллиона(106) лет вперёд
|                          | Лет вперёд | Событие |
| ------------------------ | ---------- | --- |
| Технология и культура    | 10 000     | Предполагается, что к этому времени за пределами Солнечной системы окажутся не менее пяти земных автоматических межпланетных станций: «Пионер-10», «Пионер-11», «Вояджер-1», «Вояджер-2» и «Новые горизонты». В частности, зонд «Пионер-10» пролетит на расстоянии 3,8 светового года от звезды Барнарда. Эта звезда к тому времени сама окажется примерно на таком же расстоянии от Земли. |
| Астрономия и астрофизика | 13 000     | В результате прецессии земной оси северной полярной звездой станет Вега. |
| Технология и культура    | 25 000     | Послание Аресибо, отправленное в 1974 году с Земли, достигнет своей цели — шарового звёздного скопления M 13. Если за этим последует ответ, то предполагается, что на его доставку уйдёт также не менее 25 000 лет. |
| Технология и культура    | 30 000     | Американский зонд «Вояджер-1» выйдет за пределы облака Оорта. |
| Технология и культура    | 32 000     | Американский зонд «Пионер-10» пролетит на расстоянии 3 световых лет от звезды Росс 248. Эта звезда через 4000 лет после этого сама окажется примерно на таком же расстоянии от Земли. |
| Астрономия и астрофизика | 33 000     | Звезда Росс 248 станет ближайшей к Солнцу звездой, а ещё через три тысячи лет приблизится к Солнечной системе на минимальное расстояние 3,024 светового года. |
| Технология и культура    | 40 000     | Американский зонд «Вояджер-1» окажется в 1 световом годе от Солнечной системы и пролетит на расстоянии 1,6 светового года от звезды AC+79 3888 (Gliese 445), примерно в то же время другой зонд, «Вояджер-2», пролетит на расстоянии 1,7 светового года от звезды Росс 248. |
| Астрономия и астрофизика | 42 000     | После отдаления звезды Росс 248 Альфа Центавра вновь станет ближайшей звездой и приблизится к Солнцу на минимальное расстояние. |
| Геология и планетология  | 50 000     | Ниагарский водопад разрушит последние 30 километров до озера Эри и прекратит своё существование. |
| Биология                 | 100 000    | Аборигенные североамериканские земляные черви, такие как Megascolecidae, естественным образом распространились на север через Верхний Средний Запад США до границы между Канадой и США, оправившись от оледенения Лаврентидского ледникового щита (от 38 ° до 49 ° с. ш.), предполагая скорость миграции 10 метров в год.                                                                   |
| Астрономия и астрофизика | 100 000    | Собственное движение звёзд сделает созвездия неузнаваемыми. Звезда-гипергигант VY Большого Пса взорвётся, образовав гиперновую. |
| Геология и планетология  | 250 000    | Лоихи, самый молодой вулкан в гавайской Императорской цепи подводных гор, поднимется над поверхностью океана и станет новым островом вулканического происхождения. |
| Технология и культура    | 285 000    | Американский зонд «Вояджер-1» достигнет звезды Сириус. |
| Технология и культура    | 296 000    | Американский зонд «Вояджер-2» пролетит на расстоянии 1,32 парсека (4,3 светового года) от звезды Сириус. |
| Геология и планетология  | 500 000    | В течение этого времени на Землю с большой вероятностью упадёт астероид диаметром около 1 км. |

## От 1 миллиона до 1миллиарда(106—109) лет вперёд
|                          | Лет вперёд                  | Событие |
| ------------------------ | --------------------------- | --- |
| Астрономия и астрофизика | 1,4 миллиона                | Звезда Глизе 710 пройдёт на расстоянии 0,3—0,6 светового года от Солнца. При этом гравитационное поле звезды может вызвать возмущение облака Оорта, увеличив вероятность кометной бомбардировки внутри Солнечной системы. |
| Технология и культура    | 2 миллиона                  | Американский зонд «Пионер-10» достигнет окрестностей звезды Альдебаран. |
| Технология и культура    | 4 миллиона                  | Американский зонд «Пионер-11» пролетит вблизи одной из звёзд либо нынешнего созвездия Орла, либо созвездия Стрельца, однако в настоящее время он летит в сторону созвездия Щита. |
| Биология                 | 7 миллионов                 | Время, за которое полностью распадается молекула ДНК. Если человечество вымрет по теореме о конце света, то к этому времени другие цивилизации не смогут воскресить наш биологический вид напрямую. |
| Геология и планетология  | 10 миллионов                | Расширившаяся Восточно-Африканская рифтовая долина будет затоплена водами Красного моря, Африканский континент будет разделён новым океанским заливом. |
| Астрономия и астрофизика | ~40 миллионов               | Спутник Марса Фобос упадёт на его поверхность. |
| Геология и планетология  | 50 миллионов                | Австралия пересечёт экватор и столкнётся с Юго-Восточной Азией. Калифорнийское побережье начнёт погружаться под Алеутский жёлоб, а Африка столкнётся с Евразией, закрыв Средиземное море и создав горную систему, сравнимую с Гималаями. |
| Астрономия и астрофизика | 100 миллионов               | В течение этого времени вероятно столкновение Земли с метеоритом, по размерам аналогичным тому, чьё падение гипотетически привело к мел-палеогеновому вымиранию 66 миллионов лет назад. |
| Геология и планетология  | 150 миллионов               | Антарктида присоединится к Австралии. Америка столкнётся с Гренландией. |
| Геология и планетология  | 150 миллионов               | Оценка энергетических резервов для поддержки жизни на Земле, если возможно извлечь весь дейтерий из морской воды, полагая мировое потребление энергии на уровне 1995 года. |
| Астрономия и астрофизика | ~230 миллионов              | C этого момента становится невозможно предсказать орбиты планет. |
| Астрономия и астрофизика | ~240 миллионов              | Солнечная система закончит полный оборот вокруг центра галактики. |
| Геология и планетология  | 250 миллионов               | Континенты Земли объединятся в новый суперконтинент. |
| Геология и планетология  | 300 миллионов               | Из-за сдвига экваториальных ячеек Хэдли примерно на 40° северной и южной широты количество засушливых земель увеличится на 25 %. |
| Геология и планетология  | 500 миллионов               | Жизнь на поверхности Земли для животных и растений становится невозможной из-за увеличения яркости Солнца и температуры планеты |
| Астрономия и астрофизика | 600 миллионов               | Приливное торможение отдалит Луну от Земли настолько, что полное солнечное затмение станет невозможно. При этом продолжат наблюдаться кольцеобразные затмения (прохождения Луны по диску Солнца). |
| Геология и планетология  | 600 миллионов               | Концентрация CO2 упадёт ниже критического порога (около 50 частей на миллион), необходимого для поддержания C3-фотосинтеза. На тот момент деревья и леса в их нынешней форме не смогут существовать. |
| Астрономия и астрофизика | 600 миллионов - 1 миллиарда | Расчётное время для астроинженерного проекта по изменению орбиты Земли, компенсирующего возрастающую яркость Солнца и внешнюю миграцию обитаемой зоны за счёт повторяющейся помощи гравитации астероида. |
| Биология                 | 500-800 миллионов           | По мере того, как Земля начинает быстро нагреваться, а уровни углекислого газа падают, растения — и, в более широком смысле, животные — могут выжить дольше, развивая другие стратегии, такие как потребность в меньшем количестве углекислого газа для фотосинтетических процессов, становление плотоядным организмом, адаптация к высыханию (десикация) или связь с грибами. Эти адаптации, вероятно, появятся в начале влажной теплицы. Гибель большей части растений приведет к уменьшению количества кислорода в атмосфере, что позволит большему количеству повреждающего ДНК ультрафиолетового излучения достичь поверхности. Повышение температуры усилит химические реакции в атмосфере, что приведет к дальнейшему снижению уровня кислорода. Летающим животным было бы лучше, поскольку они способны преодолевать большие расстояния в поисках более низких температур. Многие животные вынужденно мигрируют к полюсам или, возможно, под землю. Эти существа станут активными в течение полярной ночи и будут спать в течение полярного дня из-за сильной жары и радиации. Большая часть суши превратится в бесплодную пустыню, а растения и животные будут в основном встречаться в океанах. |
| Биология                 | 800-900 миллионов           | Уровень углекислого газа упадёт до точки, при которой фотосинтез C4 станет невозможным. Без растений, которые рециркулируют кислород в атмосфере, свободный кислород и озоновый слой исчезнут из атмосферы, позволяя смертоносному ультрафиолетовому излучению достигать поверхности. В книге «Жизнь и смерть планеты Земля» авторы Питер Д. Уорд и Дональд Браунли заявляют, что некоторые животные могут выжить в океанах. В конце концов, однако, вся многоклеточная жизнь вымрет. В лучшем случае животная жизнь может выжить около 100 миллионов лет после вымирания растений, причём последними животными будут животные, которые не зависят от живых растений, такие как термиты, или те, которые находятся рядом с гидротермальными источниками, такие как черви рода Riftia. Единственная жизнь, которая останется на Земле после этого, будет одноклеточными организмами. |

## От 1 миллиарда до 1триллиона(109—1012) лет вперёд
|                            | Лет вперёд      | Событие |
| -------------------------- | --------------- | --- |
| Геология и планетология    | 1 миллиард      | 27 % массы океана будет погружено в мантию в результате субдукции. Остановка процесса субдукции плит произойдёт после утраты 65 % текущей массы океана. |
| Геология и планетология    | 1,1 миллиарда   | Исчезнет морская вода на всей Земле, а средняя глобальная температура поверхности достигнет 320 К (47 °С; 116 °F). |
| Биология                   | 1,2 миллиарда   | Эукариотическая жизнь на Земле вымирает из-за углекислого голодания. Остаются только прокариоты. |
| Геология и планетология    | 3,5 миллиарда   | Условия на поверхности Земли станут сравнимы с теми, которые мы наблюдаем на Венере сейчас, а температура на её поверхности поднимется до 1400 K (1130 °C; 2060 °F). |
| Геология и планетология    | 3,6 миллиарда   | Приблизительное время, когда Тритон, спутник Нептуна, достигнет планетарного предела Роша и, распавшись, превратится в новое планетарное кольцо. |
| Астрономия и астрофизика   | 4,5 миллиарда   | Ожидается столкновение Млечного Пути и галактики Андромеды. В результате столкновения две галактики объединятся в одну. |
| Астрономия и астрофизика   | 5,4 миллиарда   | Солнце начинает превращаться в красного гиганта. В результате этого температура поверхности Титана, спутника Сатурна, может достичь температуры, необходимой для поддержания жизни. |
| Астрономия и астрофизика   | 7,6 миллиарда   | После того, как Солнце пройдёт фазу красного гиганта, термические пульсации приведут к тому, что его внешняя оболочка будет сорвана, и из неё образуется планетарная туманность. В центре этой туманности останется сформированный из ядра Солнца белый карлик, очень горячий и плотный объект, но размером только с Землю. Изначально этот белый карлик будет иметь температуру поверхности 120 000 К и светимость 3500 солнечных, но в течение многих миллионов и миллиардов лет будет остывать и угасать. |
| Астрономия и астрофизика   | 22,3 миллиарда  | Если отношение давления тёмной энергии к её плотности равняется -3/2, то согласно теории Большого разрыва, наша Вселенная прекратит своё существование (точный срок может варьироваться в пределах сотен миллиардов лет в зависимости от значения этого параметра). Каких-либо уверенных экспериментальных доказательств в пользу этой теории на данный момент не имеется, и в случае, если это отношение не меньше -1, этот сценарий конца Вселенной гарантированно не осуществится.                        |
| Астрономия и астрофизика   | 50 миллиардов   | Воздействие приливных сил сделает равными период вращения Луны вокруг Земли и период вращения Земли вокруг своей оси. Луна и Земля окажутся обращёнными друг к другу одной стороной. При условии, что обе уцелеют при превращении Солнца в красный гигант. |
| Астрономия и астрофизика   | 100 миллиардов  | Время, когда расширение Вселенной уничтожит все доказательства Большого Взрыва, оставив их за горизонтом событий, что, вероятно, сделает космологию невозможной. |
| Физика элементарных частиц | >400 миллиардов | Время, за которое торий (и гораздо раньше — уран и все прочие актиноиды) всей Солнечной системы распадутся менее чем к 10−10% сегодняшней массы, оставляя висмут самым тяжёлым химическим элементом. |

## От 1 триллиона до 10дециллионов(1012—1034) лет вперёд
|                            | Лет вперёд                                             | Событие |
| -------------------------- | ------------------------------------------------------ | --- |
| Астрономия и астрофизика   | 1012 (1 триллион)                                      | Минимальное время, по прошествии которого в галактиках прекратится звездообразование в связи с полным истощением облаков межзвёздного газа, необходимого для образования новых звёзд, §IID.. |
| Астрономия и астрофизика   | 2×1012 (2 триллиона)                                   | Время, через которое все галактики за пределами Местного сверхскопления перестанут быть наблюдаемыми, если предположить, что тёмная энергия продолжит расширять Вселенную с ускорением. |
| Астрономия и астрофизика   | От 1013 (10 триллионов)                                | Продолжительность жизни самых долгоживущих звёзд, маломассивных красных карликов §IIA.. |
| Астрономия и астрофизика   | 1014 (100 триллионов)                                  | Максимальное время до прекращения звездообразования в галактиках, §IID.. Это означает переход Вселенной из эпохи звёзд в эпоху вырождения; как только закончится звездообразование и наименее массивные красные карлики израсходуют своё топливо, единственными существующими звёздными объектами станут конечные продукты звездной эволюции: белые карлики, нейтронные звёзды и чёрные дыры. Также останутся коричневые карлики §IIE.. |
| Астрономия и астрофизика   | 1015 (1 квадриллион)                                   | Приблизительное время, через которое планеты покинут свои орбиты. Когда две звезды проходят близко друг к другу, орбиты их планет претерпевают возмущение и они могут быть сорваны с орбит вокруг их родительских объектов. Дольше всех продержатся планеты с наиболее низкими орбитами, так как для изменения их орбиты объекты должны пройти очень близко друг к другу, §IIIF, Table I.. |
| Астрономия и астрофизика   | От 1019 (10 квинтиллионов) до 1020 (100 квинтиллионов) | Приблизительное время, через которое коричневые карлики и останки звёзд будут выброшены из галактик. Когда два объекта проходят достаточно близко друг к другу, происходит обмен орбитальной энергией, при котором объектам с меньшей массой свойственно накапливать энергию. Таким образом, посредством повторяющихся встреч объекты с меньшей массой могут накопить энергию, достаточную для того, чтобы покинуть галактику. Вследствие этого процесса галактики лишатся большинства своих коричневых карликов и останков звёзд, §IIIA;, pp. 85–87. |
| Астрономия и астрофизика   | 1020 (100 квинтиллионов)                               | Приблизительное время, через которое Земля упала бы на Солнце из-за потери энергии орбитального движения через гравитационное излучение, если бы Земля ранее не была поглощена Солнцем, превратившимся в красный гигант (см. выше), или не выброшена с орбиты гравитационными возмущениями от пролетающих мимо звёзд. |
| Физика элементарных частиц | 1034 (10 дециллионов)                                  | Минимально возможное значение периода полураспада протона, согласно экспериментам. |

## От 10 дециллионов до 1миллиллиона(1034—103003) лет вперёд
|                            | Лет вперёд | Событие |
| -------------------------- | ---------- | --- |
| Физика элементарных частиц | 2×1036     | Приблизительное время, за которое все нуклоны в наблюдаемой Вселенной распадутся, если за период полураспада протона принять минимально возможное значение. |
| Физика элементарных частиц | 1041       | Максимально возможное значение периода полураспада протона — в предположении, что Большой взрыв описывается инфляционными космологическими теориями и что распад протона вызывается тем же механизмом, который отвечает за преобладание барионов над антибарионами в ранней Вселенной.                                                                                                |
| Физика элементарных частиц | 3×1043     | Приблизительное время, за которое все нуклоны в наблюдаемой Вселенной распадутся, если за период полураспада протона принять максимально возможное значение, 1041, согласно условиям, данным выше. После этой временной отметки, если протоны распадаются, начнётся эпоха чёрных дыр, в которой чёрные дыры — единственные существующие небесные тела.                                |
| Физика элементарных частиц | 1065       | Если предполагать, что протоны не распадаются, за это характерное время атомы и молекулы в твёрдых телах (камнях и т. п.) даже при абсолютном нуле переходят на другие места в кристаллической решётке из-за квантового туннелирования. На этой шкале времени всё вещество можно рассматривать как жидкое.                                                                            |
| Физика элементарных частиц | 2×1066     | Приблизительное время, за которое чёрная дыра с массой Солнца испарится в процессе излучения Хокинга. |
| Физика элементарных частиц | 1,7×10106  | Приблизительное время, за которое сверхмассивная чёрная дыра массой в 20 триллионов солнечных масс испарится в процессе излучения Хокинга. Это знаменует конец эпохи чёрных дыр. Далее, если протоны распадаются, Вселенная войдёт в эпоху вечной тьмы, в которой все физические объекты распались до субатомных частиц, постепенно спустившись до нижнего энергетического состояния. |
| Физика элементарных частиц | 10139      | Оценка времени жизни метастабильного вакуума Стандартной модели в наблюдаемой Вселенной. 95-процентный доверительный интервал лежит в диапазоне от 1058 до 10241 лет ввиду неопределённостей в параметрах частиц, главным образом в массах топ-кварка и бозона Хиггса |
| Физика элементарных частиц | 101500     | Если предположить, что протоны и вакуум Стандартной модели не распадаются, это приблизительное время, за которое вся материя распадётся до железа-56. См. изотопы железа, железная звезда. |

## Больше 1миллиллиона(103003) лет вперёд
|                            | Лет вперёд                                   | Событие |
| -------------------------- | -------------------------------------------- | --- |
| Астрономия и астрофизика   | {\displaystyle 10^{10^{26}}}                 | Нижняя оценка времени, за которое всё вещество коллапсирует в чёрные дыры (исходя из предположения, что протоны не распадаются). Последующая эпоха чёрных дыр, их испарение и переход к эпохе вечной тьмы по сравнению с этим временным масштабом занимает пренебрежимо малое время. |
| Физика элементарных частиц | {\displaystyle 10^{10^{50}}}                 | Предполагаемое время, через которое Больцмановский мозг появится в вакууме из-за спонтанного уменьшения энтропии. |
| Астрономия и астрофизика   | {\displaystyle 10^{10^{76}}}                 | Верхняя оценка времени, за которое всё вещество коллапсирует в чёрные дыры и нейтронные звёзды (опять же в предположении, что протоны не распадаются). |
| Физика элементарных частиц | {\displaystyle 10^{10^{120}}}                | Верхняя оценка времени, за которое видимая Вселенная достигнет её конечного энергетического состояния даже в присутствии ложного вакуума. |
| Математика                 | {\displaystyle 10^{10^{10^{76.66}}}}         | Масштаб оцениваемого времени возврата Пуанкаре для квантового состояния гипотетического ящика, содержащего изолированную чёрную дыру звёздной массы, при использовании статистической модели, подчиняющейся теореме Пуанкаре о возвращении. Простой способ объяснить эту временную шкалу — в модели, где история нашей Вселенной повторяется неограниченное число раз вследствие статистической эргодической теоремы, это то время, за которое изолированный объект массой в Солнце вновь вернётся к (почти) прежнему состоянию. |
| Математика                 | {\displaystyle 10^{10^{10^{10^{2,08}}}}}     | Время возврата Пуанкаре (полное восстановление порядка частиц) для массы видимой Вселенной. |
| Математика                 | {\displaystyle 10^{10^{10^{10^{10^{1,1}}}}}} | Время возврата Пуанкаре для массы Вселенной (вместе с её ненаблюдаемой частью) в рамках определённой инфляционной космологической модели с инфлатоном массой 10−6 планковских масс. |

## Комментарии
1. ↑  Однако уменьшение большой полуоси орбиты Земли и остальных планет вследствие гравитационного излучения нивелируется их увеличением вследствие уменьшения массы Солнца. В настоящее время большая полуось земной орбиты увеличивается на ~ 1 см в год.
2. ↑  С этого момента годы используются лишь для удобства, их можно заменить на микросекунды или тысячелетия, поскольку это не приведёт к сколько-нибудь заметному изменению числового выражения описываемых промежутков времени.